# Эрувиль-Сен-Клер (кантон)
Эрувиль-Сен-Клер (фр. Hérouville-Saint-Clair) — кантон во Франции, находится в регионе Нормандия, департамент Кальвадос. Входит в состав округа Кан.

## История
Кантон создан в результате реформы 2015 года.

## Состав кантона с 1 января 2017 года
В состав кантона входят коммуны:
- Коломбель (6941 чел.)
- Эрувиль-Сен-Клер (22 638 чел.)

## Политика
На президентских выборах 2022 года жители кантона отдали в 1-м туре Жану-Люку Меланшону 34,6 % голосов против 24,9 % у Эмманюэля Макрона и 19,2 % у Марин Ле Пен; во 2-м туре в кантоне победил Макрон, получивший 65,8 % голосов. (2017 год. 1 тур: Жан-Люк Меланшон – 30,9 %, Эмманюэль Макрон – 24,8 %, Марин Ле Пен – 16,0 %, Франсуа Фийон – 9,9 %; 2 тур: Макрон – 73,9 %. 2012 год. 1 тур: Франсуа Олланд — 41,0 %, Жана-Люка Меланшона — 16,1 %, Николя Саркози — 13,9 %, Марин Ле Пен — 12,1 %; 2 тур: Олланд — 72,4 %).
С 2021 года кантон в Совете департамента Кальвадос представляют член совета города Эрувиль-Сен-Клер Элиза Касетто-Гадра (Elise Cassetto-Gadrat) и вице-мэр города Коломбель Стев Лешанжёр (Steve Lechangeur) (оба — Разные левые).
|                | Кандидаты                            | Партия               | Первый тур | Первый тур     | Второй тур | Второй тур |
| Кол-во голосов | Кандидаты                            | Партия               | % голосов  | Кол-во голосов | % голосов  |            |
| -------------- | ------------------------------------ | -------------------- | ---------- | -------------- | ---------- | ---------- |
|                | Элиза Касетто-ГадраСтев Лешанжёр     | Разные левые         | 1844       | 40,55          | 2453       | 50,92      |
|                | Эван Берне Гладис Юар                | Прочие               | 1994       | 43,85          | 2364       | 49,08      |
|                | Карин Гальбер Жюль Жозеф-Жансле      | Непокорённая Франция | 501        | 11,02          |            |            |
|                | Исьяна Ле Грессю-э-Тайеб Дональд Эон | Прочие               | 208        | 4,57           |            |            |

|                | Кандидаты                           | Партия                   | Первый тур | Первый тур     | Второй тур | Второй тур |
| Кол-во голосов | Кандидаты                           | Партия                   | % голосов  | Кол-во голосов | % голосов  |            |
| -------------- | ----------------------------------- | ------------------------ | ---------- | -------------- | ---------- | ---------- |
|                | Сильвиан ЛепуатвенРодольф Тома      | Демократическое движение | 3909       | 46,76          | 4427       | 58,78      |
|                | Габриэль Жильбер Тьерри Легуи       | Социалистическая партия  | 2157       | 25,80          | 3105       | 41,22      |
|                | Никола Киркитадзе Кристель Сюзанн   | Национальный фронт       | 1139       | 13,62          |            |            |
|                | Жослин Амбруаз Паскаль Рогю         | Разные левые             | 1019       | 12,19          |            |            |
|                | Мари-Кристин Зиани-Тибо Жорж Маршан | Крайне левые             | 136        | 1,63           |            |            |